# Борисоглєбськ (авіабаза)
Борисоглєбськ — діючий військовий аеродром, розташований у Воронезькій області на схід від міста Борисоглібська.

## Історія
Використовується ВПС Росії, в тому числі як навчально-військовий аеродром Факультету штурмової й бомбардувальної авіації Краснодарського вищого військового авіаційного училища льотчиків, сформованого на базі Борисоглєбського навчального авіаційного центру підготовки льотного складу. Базуються літаки Су-25 і Як-130.
З 1922 року на аеродромі базувалися навчальні полки Борисоглєбського вищого військового авіаційного училища льотчиків ім. Чкалова.
Під час Другої світової війни на аеродромі за рахунок випускників та інструкторів школи формувалися винищувальні авіаційні полки для відправки на фронт. З 8 по 17 листопада 1941 року на аеродромі при Борисоглібській військовій авіаційній школі пілотів сформовано 631-й винищувальний авіаційний полк по штату 015/174 на літаках І-16. З 9 листопада полк входив до складу ВПС Орловського військового округу й базувався на аеродромі до 30 листопада 1941 року.